# Fjällnåjdspindel
Fjällnåjdspindel (Collinsia holmgreni) är en spindelart som först beskrevs av Tord Tamerlan Teodor Thorell 1871.  Fjällnåjdspindel ingår i släktet collinsior, och familjen täckvävarspindlar. Enligt den finländska rödlistan är arten nära hotad i Finland. Arten är reproducerande i Sverige. Artens livsmiljö är kalfjäll. Inga underarter finns listade i Catalogue of Life.